# Isabel Garcia (одежда)

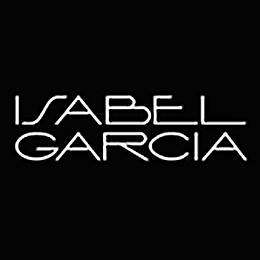
Isabel Garcia Logo

Isabel Garcia — международный бренд модной одежды, основанный в 2009 году.
Штаб-квартира торговой марки, главные творческие и производственные центры расположены в Болонье, Италия. У бренда, есть два выставочных зала в Европе и свой интернет-магазин. По состоянию на март 2015 года, в компании трудятся более 200 сотрудников.
Бренд Isabel Garcia представлен тремя основными линиями — Gold Label, Isabel Garcia и Red Isabel, в каждом из них помимо одежды есть и аксессуары.
Коллекция линии Gold Label дебютировала на Неделе моды в Лондоне в сентябре 2014 года. Это событие проходило в лондонском Freemasons’ Hall и освещалось британским изданием Vogue и Fashion TV.

## Коллекция Весна-Лето 2015
В феврале 2015 года бренд Isabel Garcia представил новую коллекцию Весна-Лето 2015, в которой главным мотивом выступают бабочки. Легкие, шелковистые и полупрозрачные ткани, как нельзя лучше, соответствуют идеям дизайнеров. Известные актрисы, модели и звезды реалити-шоу выбирают наряды от Isabel Garcia как для особых мероприятий, так и для отдыха.

## Коллекция Осень-Зима 2017
В этой коллекции представлены эластичные текстурированные ткани, графические орнаменты, цветовые блоки, и мягкие бархатистые пайетки.  Основными цветами коллекции стали изумрудно-зелёный и голубовато-хвойный оттенок, арктический голубой, терракотовый, пурпурный, серебристый, оттенки персикового и розового. Все это перенесено как на классические облегающие, так и на ультрамодные, новые силуэты

## Знаменитости в нарядах Isabel Garcia
- Хлоя Симс и Элиот Райт на премии TRIC Awards [4]
- Лена Перминова, Ясмин и Амбер Ле Бон на Неделе Моды в Лондоне [5]
- Мишель Киган на ежегодной музыкальной премии Великобритании Brit Awards, 2015[6]
- Люси Уотсон, для Look UK [7]
- Сара-Джейн Кроуфорд на рождественской вечеринке Sunday Times, 2014 [8]
- Хлоя Симмс, звезда теле-реалити TOWIE на пляже Тенерифе, 2015[9]
- Джамала, певица, победительница Евровидения-2016 на ADAMI Медиа[10]

## Бренд
Компания следует принципу «Прямо с подиума — в гардероб». В её коллекциях элементы высокой моды линии Gold Line превращаются в наряды прет-а-порте по доступным ценам. Бренд Isabel Garcia ориентирован на женщин от 20 до 50 лет.
Isabel Garcia стремится к сотрудничеству и успешно работает как с монобрендовыми, так и мультибрендовыми торговыми площадками по всему миру — в Европе, США, Канаде и Австралии. Новые коллекции одновременно появляются во всех магазинах сети Isabel Garcia и у её партнеров.
Бренд выпускает 2 основные коллекции в год, а также в течение года различные дополнительные «капсулы» с креативными нарядами для любого случая.
Креативная команда """Isabel Garcia""" за все время своего существования объединяла настоящих профессионалов и законодателей моды, таких известных дизайнеров как Эллиот Джеймс Фриз, Марк Антонио Бари, Бичолла Тетрадзе.

## Подразделения
- Болонья, Италия — творческая лаборатория, производственный центр, склад и центр логистики
- Париж, Франция- выставочный зал
- Лондон, Великобритания — выставочный зал
- Висбаден, Германия — выставочный зал, центр логистики
- Москва, Казань, Россия — выставочные залы
- Киев, Одесса, Украина — выставочные залы
- США - PR

## Магазины
По состоянию на март 2017 года Isabel Garcia располагает 43 магазинами, работающими на основе франчайзинга.
- Россия — 13
- Италия — 1
- Франция — 1
- Украина — 5
- Казахстан — 8
- Испания - 1
- Румыния - 1
- Австрия - 1
- Венгрия - 1
- Греция - 1
- Кыргызстан - 1
- Белоруссия - 1
- Азербайджан - 1
- Турция - 1
- Монголия - 1
- Кыргызстан - 1
- Узбекистан - 1
- Камбоджа - 1
- Саудовская Аравия - 1
- ОАЭ - 1
- Катар - 1
- Кувейт - 1
- Иран - 1
- Ливан - 1
- Монголия - 1
- Камбоджа - 1
- Япония -1